# Comisia Internațională pentru Istoria și Teoria Istoriografiei
Comisia Internațională pentru Istoria și Teoria Istoriografiei (ICHTH) este o organizație non-profit compusă din istorici și cercetători din discipline conexe. Printre alte activități, aceasta promovează conferințe, ateliere de lucru și publicații, acordând periodic premii pentru cărți și teze de doctorat. Fondată în 1980 cu ocazia celui de-al 15-lea Congres Internațional al Științelor Istorice, denumirea originală a organizației a fost Comisia Internațională pentru Istoria Istoriografiei (ICHH). Numele a fost schimbat în 1995 pentru a reflecta mai bine interesul multor membri ai acesteia în chestiuni teoretice legate de istorie și istoriografie.
Comisia este afiliată Comitetului Internațional al Științelor Istorice (ICHS) și este condusă în prezent (2022–2026) de Antoon de Baets, de la Universitatea din Groningen.
ICHTH se angajează în promovarea cercetării și schimbului academic în domeniile istoriei istoriografiei și teoriei/filosofiei istoriei. Sarcina sa a fost descrisă ca fiind o platformă instituțională cheie pentru diverse tipuri de „fertilizare încrucișată între perspective istorice și filosofice”. Membrii săi de onoare includ pe Frank Ankersmit, Peter Burke, Lucian Boia, Bianca Valota Cavallotti, Natalie Zemon Davis, Georg Iggers, Jürgen Kocka, Jörn Rüsen, Masayuki Sato, Joan Wallach Scott, Romila Thapar, Richard Vann și Hayden White.
De la înființarea sa, ICHTH a organizat sau co-sponsorizat numeroase conferințe și ateliere de lucru în întreaga lume. Deosebit de importante sunt panelurile despre istorie și teoria istoriografiei pe care le-a promovat în cadrul Congreselor Internaționale ale Științelor Istorice organizate de ICHS. Comisia a fost prezentă la congresele din București (1980), Stuttgart (1985), Madrid (1990), Montréal (1995), Oslo (2000), Sydney (2005), Amsterdam (2010), Jinan (2015) și Poznań (2022).
Fondată în 1982, revista *Storia della Storiografia* a fost o inițiativă a ICHTH, cu scopul de a oferi o platformă de înaltă calitate pentru cercetarea în domeniile sale de interes. Bianca Valota Cavallotti, de la Universitatea din Milano, a fost editorul fondator. Primul text publicat în revistă a fost un manifest metodologic de Charles-Olivier Carbonell, care reflecta asupra relevanței și potențialului acestui domeniu.
Din 1991, revista este editată de Edoardo Tortarolo, în colaborare cu Giuseppe Ricuperati, Guido Abbatista și regretatul Georg Iggers (1926–2017).
Deși mulți dintre colaboratori sunt membri ai Comisiei, în decursul anilor, revista a devenit independentă. Totuși, în ultimii ani, cooperarea dintre revistă și ICHTH a fost consolidată. Comisia a sponsorizat publicarea lucrării de referință *Great Historians from Antiquity to 1800*, coordonată de Lucian Boia.
Membrii săi au contribuit la unele dintre cele mai importante lucrări colective de referință și serii de cărți din domeniu: *Bloomsbury History: Theory and Method* (Bloomsbury Publishing, 2021–), *Oxford History of Historical Writing* (Oxford University Press, 2011–2015); *Making Sense of History* (Berghahn Books) (2002–), *The Politics of Historical Thinking* (De Gruyter, 2019–), și *Elements in Historical Theory and Practice* (Cambridge University Press, 2022–).